# Stockholm i mitt hjärta

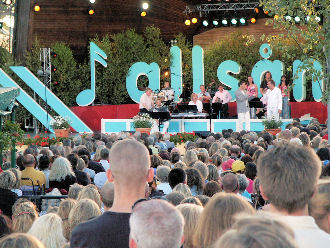
Sången blev under 1990-talet signaturmelodi till Allsång på Skansen.

Stockholm i mitt hjärta är en sång om Stockholm, skriven av Lasse Berghagen på beställning från Ulf Adelsohn, som ville ha en ny sång om Stockholm när han skulle tillträda som landshövding för Stockholms län 1992. Ursprungligen framfördes låten som en stillsam vals, senare ändrades tempo och taktart. Låten har också arrangerats om till marsch och kallas då för Stockholms stads paradmarsch och brukar framföras av vaktparaden.
Berghagens inspelning låg på tionde plats på Svensktoppen den 7 augusti 1993. Stockholm i mitt hjärta återfinns på Lasse Berghagens album Sträck ut din hand från 1995  samt Stockholm, mina drömmars stad av samma artist från 2002. 
Sången blev signaturmelodi för Allsång på Skansen då Berghagen 1994 tog över sändningarna, något den är än i dag.
Under säsongsavslutningarna på Allsång på Skansen har sångtexten ibland även sjungits till samma melodi som "Pomp and Circumstance".

## Petters version
Lasse Berghagen deltog 2010 i tv-programmet Så mycket bättre på TV4, där Petter framförde "Stockholm i mitt hjärta" ur sin egen tolkning. Sången släpptes som digital singel på Itunes och på Spotify den 6 november 2010 genom TV4 och Warner Music. Den gick genast upp på topplistan på Itunes tillsammans med "Dansa din djävul", Thomas Di Levas singel som även den tolkades av Petter.

### Listplaceringar
| Lista (2010)                | Topp- placering |
| --------------------------- | --------------- |
| Sverige (Sverigetopplistan) | 9               |
| Sverige (Digilistan)        | 7               |

### Fotnoter
1. ↑  Harry Amster (13 oktober 2011). ”Berghagen drar unga fans”. Dagens nyheter. http://www.svd.se/berghagen-drar-unga-fans_6546941. Läst 24 december 2015.
2. ↑  Svensktoppen - 1993
3. ↑  ”Svensk mediedatabas”. http://smdb.kb.se/catalog/id/001508163. Läst 30 maj 2011.
4. ↑  ”Svensk mediedatabas”. http://smdb.kb.se/catalog/id/001549544. Läst 30 maj 2011.
5. ↑  Gustav Gelin, Hanna Mellin (16 maj 2014). ”Hundra sånger om Stockholm”. Dagens nyheter. http://www.dn.se/sthlm/hundra-sanger-om-stockholm/. Läst 24 december 2015.
6. ↑  ”Sveriges Television”. 16 augusti 2011. Arkiverad från originalet den 25 maj 2012. https://archive.is/20120525124040/http://svtplay.se/v/2500852/program_8_pomp_and_circumstance_-_srso. Läst 17 augusti 2011.
7. ↑  ”Svensk mediedatabas”. http://smdb.kb.se/catalog/id/002693190. Läst 21 maj 2011.
8. ↑  ”Listplacering”. http://hitparad.se/showitem.asp?interpret=Petter&titel=Stockholm+i+mitt+hj%E4rta&cat=s. Läst 17 augusti 2011.